# 王德民
王德民（1937年2月9日—），籍贯河北唐山，於北京长大，中国石油工业专家，中国工程院院士，享受中华人民共和国国务院政府特殊津贴。王德民1960年毕业于北京石油学院（今中国石油大学），此后长期在大庆油田工作，研究出多项新技术，曾获国家科技进步特等奖、何梁何利基金科学与技术成就奖、全国劳动模范、国家发明奖二等奖、国家科技大会奖、黑龙江省科技进步一等奖、中国石油天然气集团公司（石油工业部）特等奖等24项奖励。曾任大庆石油管理局总工程师、副局长，以及第六届、七届、八届全国人大代表。现任大庆油田有限责任公司科学技术委员会副主任，东北石油大学石油工程学院油气田开发工程专业博士生导师。王德民的母亲为瑞士人。2013年9月，王德民的旧照在中国互联网上走红，被网友称为“学霸版吴彦祖”、“（中国）石油大学史上最帅校友”。

## 生平

### 早年
籍贯河北唐山。1937年，王德民生于河北唐山一个高级知识分子家庭。王德民的父亲和祖父都是医生。父亲王世贵后来当过北京同仁医院副院长。母亲文安清是中国籍瑞士人，后来在北京对外贸易学院任教。王世贵与文安清在美国留学时相识，1932年二人结婚，随后乘船取道日本回中国。1946年5月，为让王德民得到好的教育条件，王德民一家搬到北京。王德民家里人都用英文交流，他的中文很不好。据说，因为他贪玩、中文不好，把家里请的两个中文老师都气跑了。上小学时，因为中文不好，王德民成绩很差。王德民初中就读于汇文中学，后来又在那里念完了高中（不过，此时汇文中学已改名为北京市第二十六中学）。1955年，王德民考入北京石油学院（今中国石油大学）钻采系采油工程专业，1960年毕业。王德民成绩优秀，学校有意留他任教。王德民家里经济条件不错，家人也希望他留到北京。但是，王德民主动提出到新发现的大庆油田工作。最终，他如愿来到了条件艰苦的大庆油田。

### 参加工作之后
王德民从大庆油田的基层干起。先在大庆石油管理局采油厂地质室当实习员。刚到大庆时，王德民的生活条件非常艰苦，每天住在牛棚里，下雨时还会漏雨，一晚要换好几的地方睡觉来躲雨。当时大庆油田在搞“测压会战”，每月把所有油井的压力都测一次，使用国际通用的“赫诺法”计算。王德民自学俄语，查阅大量苏联、美国的技术资料，花一百天的时间推导出了新的计算方法，命名为“松辽法”。“松辽法”的精确度比赫诺法大有提高，据说在45年中已被使用一万多次。后来他由实习员升为技术员。
1963年底，王德民调动到采油工艺研究所测试队。王德民发现旧的测试方法效率太低，于是他用两年时间开发了一整套的多层试油、油水井分层测试工艺，提高了效率。新工艺具有较高的可靠性，被使用多年。文化大革命中，王德民的家被抄了三次，他也被下放到井下劳动队，只准劳动不准研究。后来，他又被调动到农副业队。王德民的妻子不堪迫害，患上了忧郁型的精神狂躁症，发病时只针对王德民一人。王德民为了不刺激她，只好搬到办公室住。1969年，大庆油田开发已满十年，地层压力下降、含水上升、原油产量下降，问题非常严重。王德民和同事组成科技攻关组，通过一千多次的试验，研发了新的偏心配产、配水器，后来被推广到很多油田。1970年后，大庆油田进入中含水开采期，油井里的原油含水已超过20%，需要采用新的工艺。王德民与同事为此进行研究，共取得20多项研究成果。其中，分层压裂技术使油田每年增产100万吨油以上。王德民提出的“限流压裂法”，一次可以压开20个薄油层，使得大庆油田可以开采薄油层，每年可开采储量增加5,000万吨。这项技术推广之后，大庆油田储量增加了7亿吨，相当于又发现了一个大油田。在采油工艺研究所测试队工作期间，王德民先后担任队长、配产组工程师、主任工程师。
1978年，王德民升任大庆石油管理局副总工程师。他带领科研人员，找到了新的技术措施，将自喷采油转变为机械采油，保证了第六个五年计划间大庆油田的高产稳产。1984年，王德民领导油田三次采油攻关工作。他提出的“聚合物驱油技术”获1998年国家科技进步一等奖。这一技术从1996年开始应用至1998年获奖，创造经济效益总和超过100亿人民币。1989年，王德民成为大庆石油管理局总工程师。1991年，他改任大庆石油管理局副局长。1994年，他成为中国工程院首届院士。1995年5月，中国科学技术协会第四次代表大会召开，并选举产生第四届全国委员会。5月27日，第四届全国委员会第一次会议召开，其被选为常务委员。
2000年，王德民不再担任大庆油田领导职务，但他仍然坚持科学研究。2005年，他主持开发的泡沫复合驱油技术获得国家技术发明二等奖。2009年，他与李虞庚、闵豫、王志武、唐曾熊等人共同研究的“大庆油田长期高产稳产的注水开发技术”获国家科技进步特等奖。同年11月，他获得何梁何利基金科学与技术成就奖。截至2010年，王德民获国家科技进步特等奖一项、国家科技进步一等奖二项、国家发明奖二等奖二项。他被评为石油部劳动模范、黑龙江省劳动模范、全国劳动模范，曾任第六届、七届、八届全国人大代表。另外，他还获得过国家科技进步二等奖、国家科技大会奖、黑龙江省科技进步一等奖、黑龙江省科技进步二等奖、中国石油天然气集团公司（石油工业部）特等奖、中国石油天然气集团公司（石油工业部）一等奖、中国石油天然气集团公司（石油工业部）二等奖、中国石油天然气集团公司（石油工业部）三等奖等奖项，获奖共计24项。王德民取得中国专利9项、中国国外发明专利3项。

## 其它

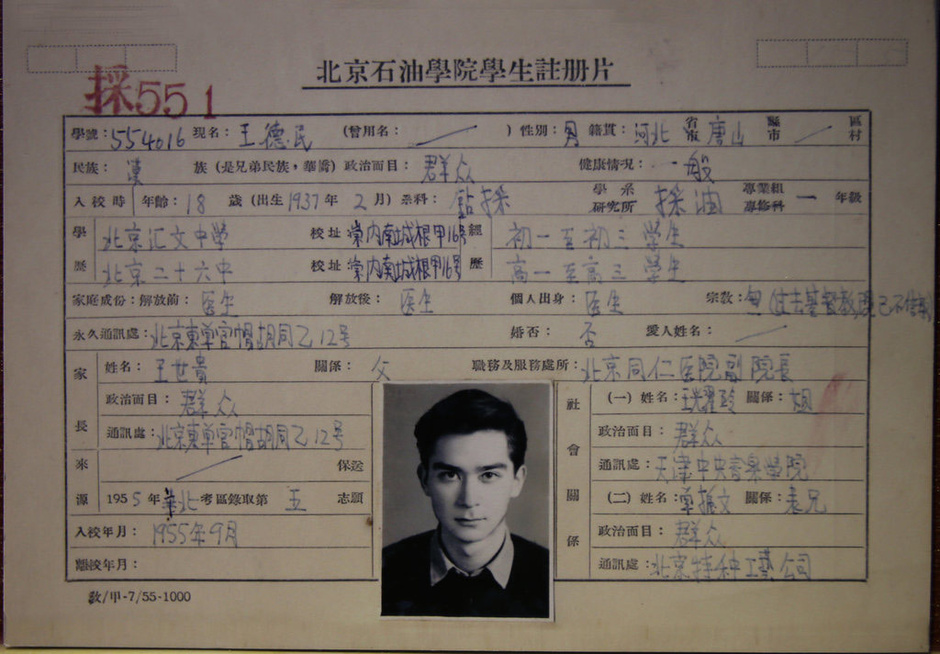
王德民1955年入读北京石油学院时的学生注册片，此片陈列在中国石油大学校史馆内

2013年9月，王德民的旧照在中国互联网上走红。众多旧照中，最先被网友转发的是他1955年进入北京石油学院时学生注册卡上的照片。这张注册卡陈列在中国石油大学的校史馆中。由于王德民的旧照面容俊秀，网友将其称为“学霸版吴彦祖”，还有网友称其为“（中国）石油大学史上最帅校友”。据说，由于王德民有瑞士血统，年轻时曾被一些中国人误认成外国人。
王德民的儿子王研也是石油工作者，据2009年的报道，他那时是大庆油田采油一厂副总工程师，曾获中石油技术创新奖。
2016年4月12日，编号为210231号小行星正式命名为“王德民星”。